# Sant Martí de Gurp
Sant Martí de Gurp és una capella romànica del poble de Gurp, al municipi de Tremp.

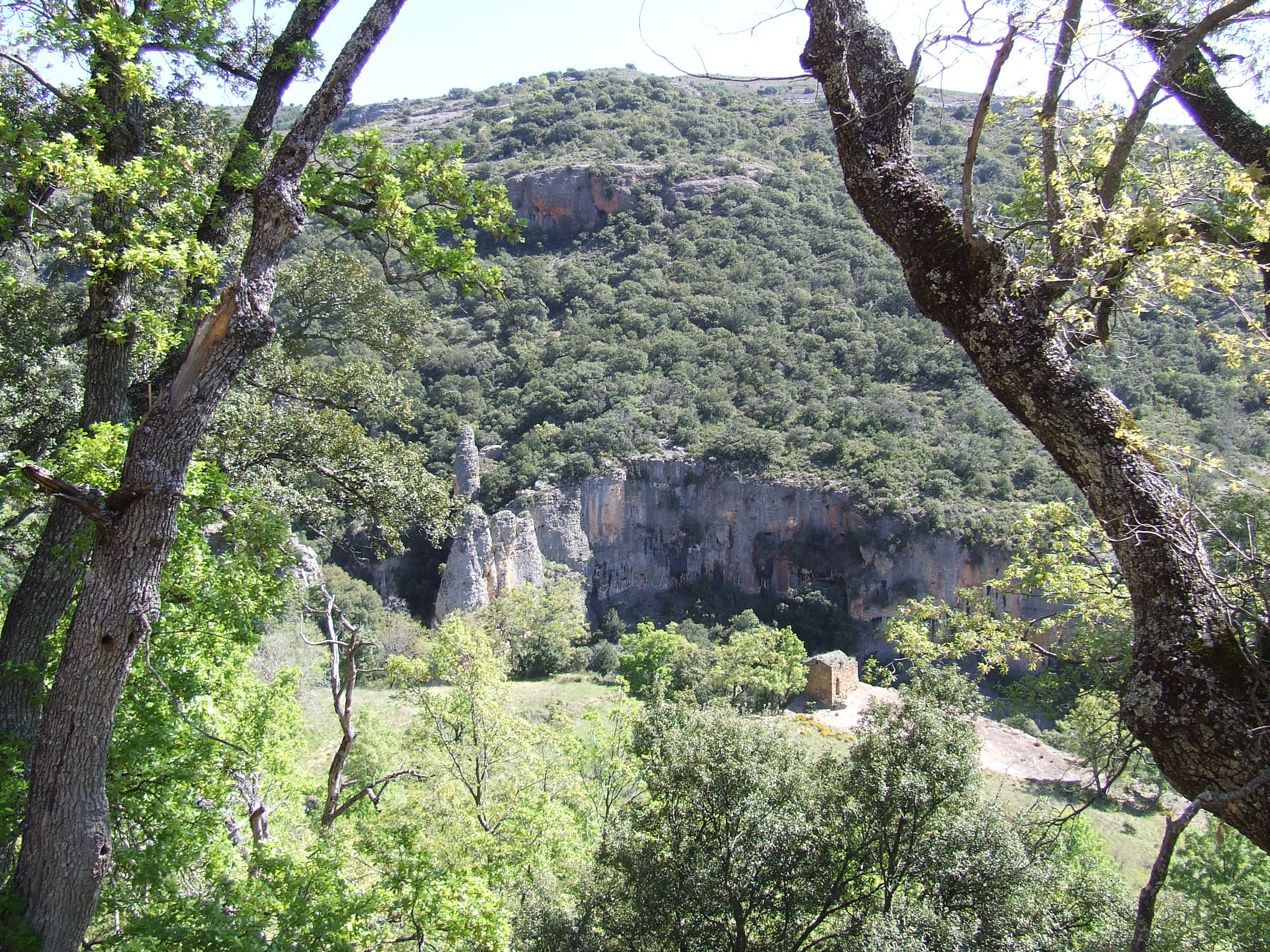
Sant Martí en el seu entorn del Forat del Toscar

Està situada uns 200 metres al nord-est del poble, en un lloc de fàcil accés, ja que és el camí de Gurp a Sapeira, a prop de l'antic molí, al Forat del Toscar, i molt a prop del camí de Gurp a Santa Engràcia. És al lloc més elevat d'una roca inclinada de nord-est a sud-oest, damunt del barranc dels Lleons, que passa engorjat uns vint metres per sota de la roca on és l'església.
És una construcció romànica, actualment sense la coberta exterior. D'una sola nau, és coberta amb volta de canó apuntada.
A llevant té l'absis semicircular, comunicat amb la nau per un arc triomfal molt curt. El perímetre de l'església està recorregut per una imposta bisellada de la qual arrenca la coberta.

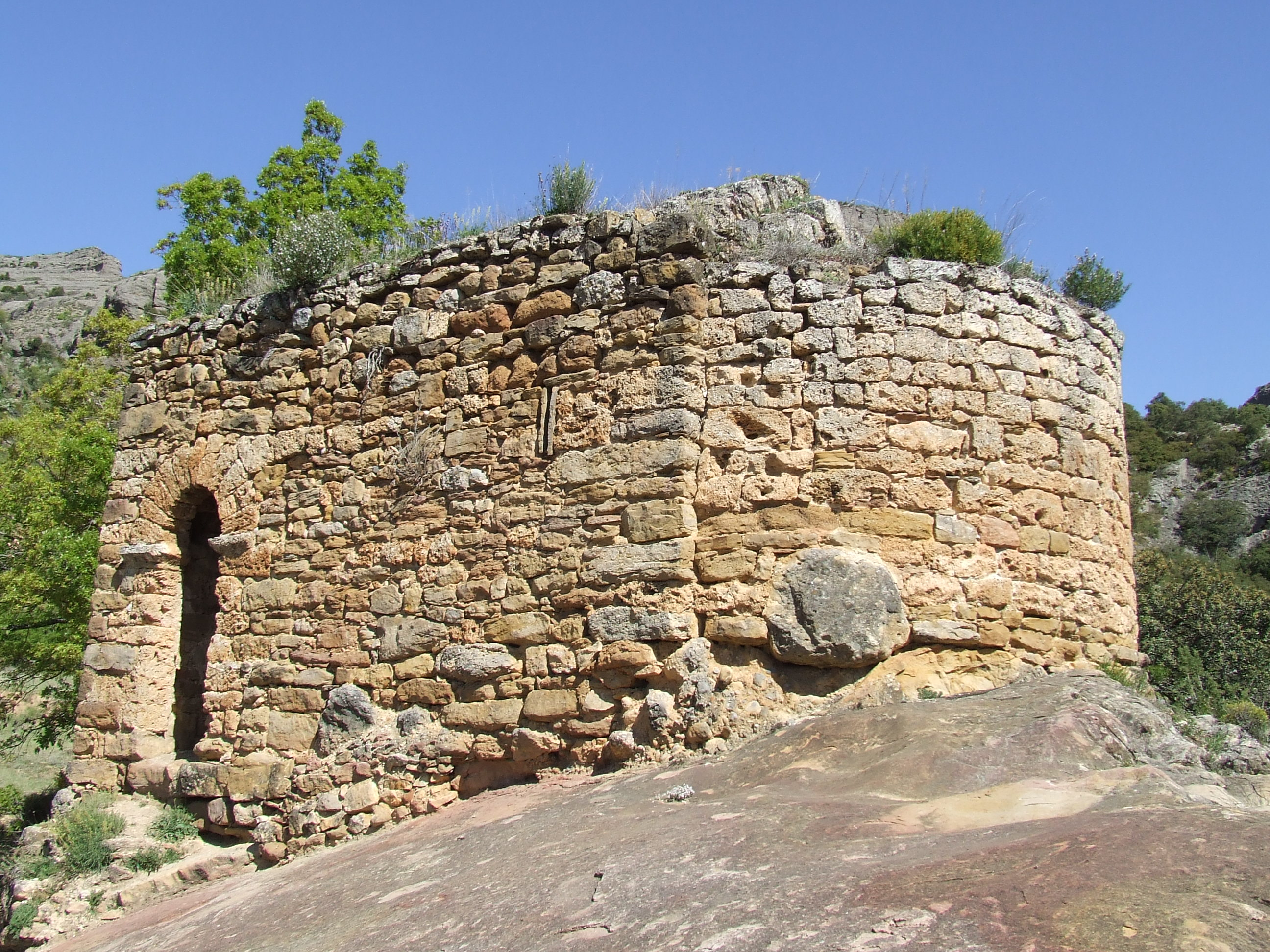
Sant Martí des del sud-est

La porta, adovellada, és al sud, prop de l'angle oest. Les dovelles també hi arrenquen d'una imposta bisellada. Completen la decoració mural dues finestres d'una sola esqueixada, una a l'absis i l'altra a la façana sud.
L'església ha perdut del tot les cobertes exteriors. Els carreus de tot el temple són irregulars, encara que disposats de forma molt regular. L'aparell, en general, és bastant rústec, però les voltes i els arcs són fets amb molta cura i amb carreus molt més ben treballats.

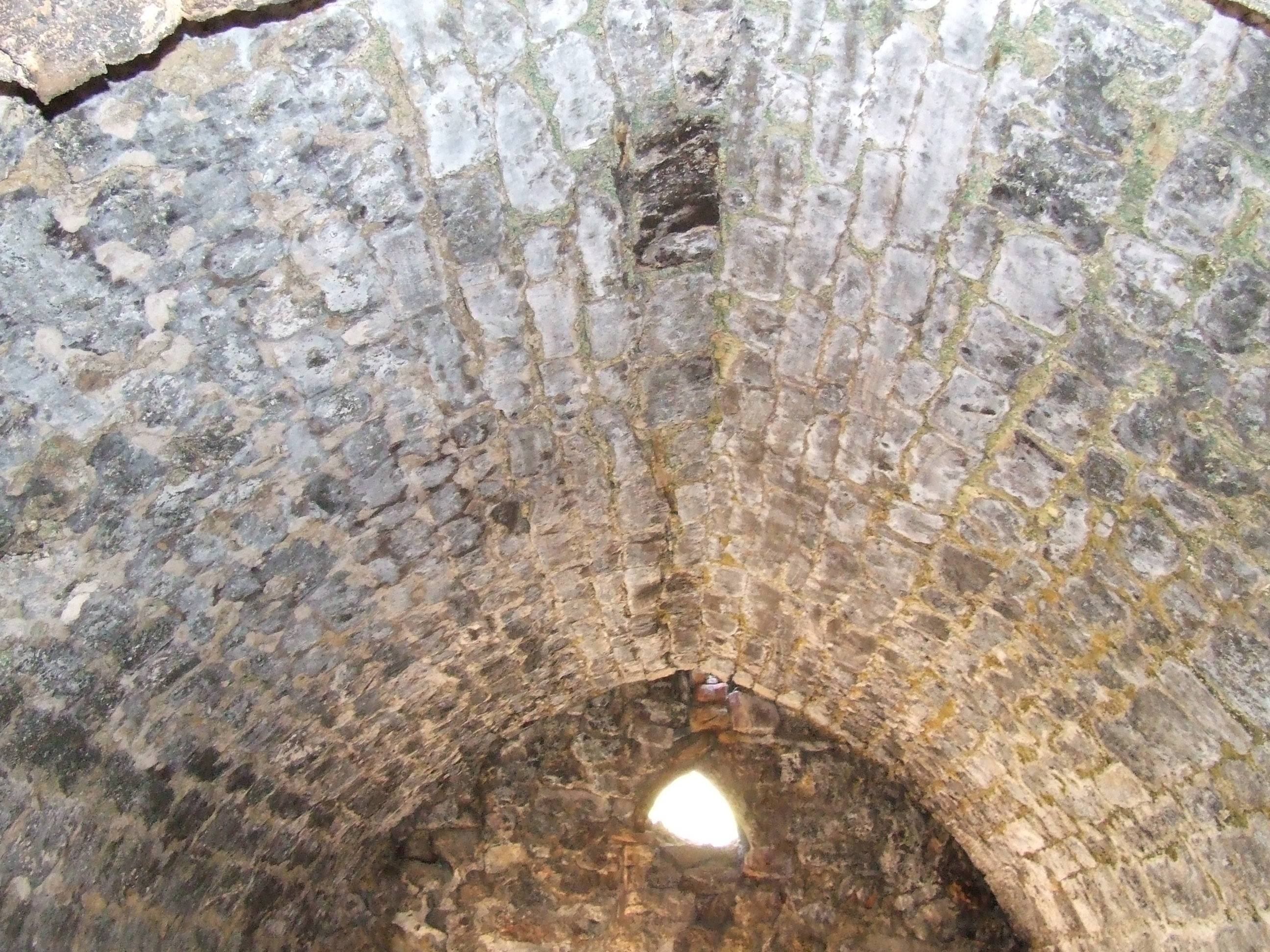
La volta, apuntada
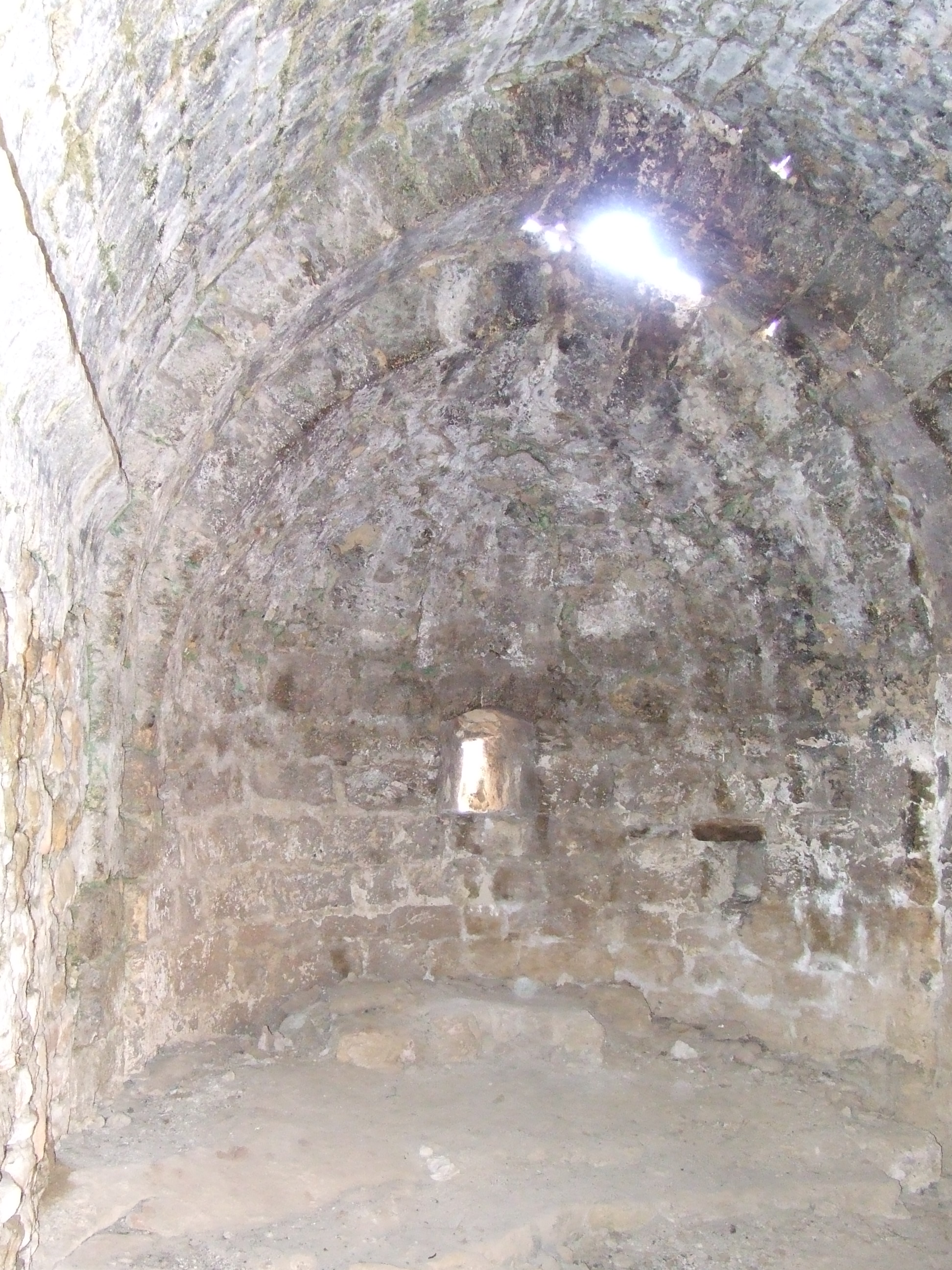
L'absis
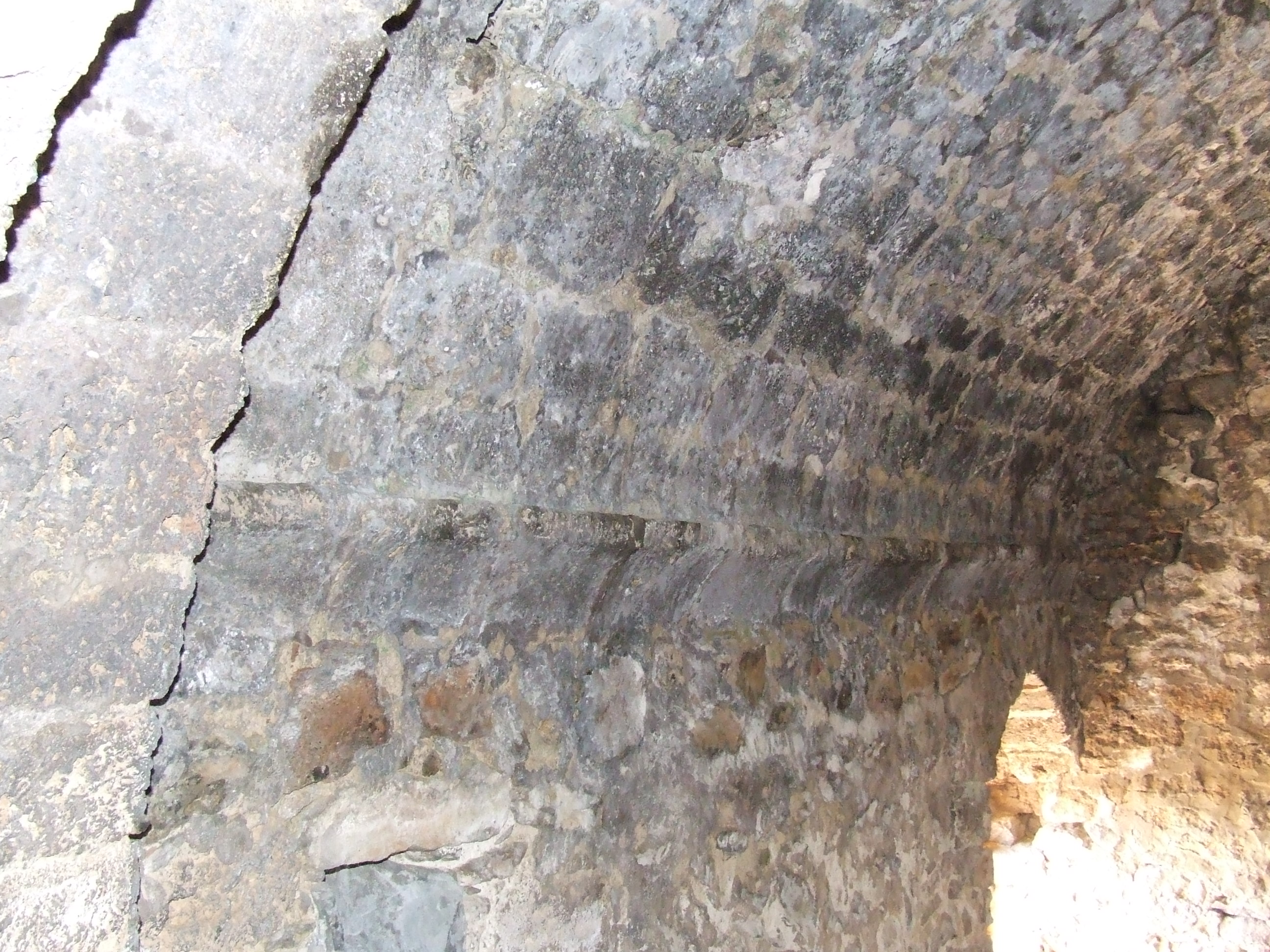
Imposta bisellada del mur sud